# Алич Степан Йосипович
Степан Йосипович Алич (справжнє прізвище — Мокрій; 8 червня 1946, с. Серединки, нині Тернопільського району Тернопільської області — 13 жовтня 1984, м. Тернопіль) — український поет.

## Життєпис
Через нещасний випадок у десятирічному віці зазнав важкої травми і на все життя залишився прикутим до ліжка. Середню школу закінчив екстерном. Перебував у Бережанському пульмонологічному санаторії, Підгаєцькому будинку інвалідів, геріатричному інтернаті у с. Петриків Тернопільського району.
Вперше вірші було опубліковано у тернопільських газетах, згодом — у піврічнику «Поезія» (Київ, 1985) та республіканській пресі, зокрема «Гонець від сонця і весни» (Літературна Україна. — 1985. — 17 січ.); «Земле, я оптиміст, як і ти» (Жовтень. — 1985. — Ч. 11). Посмертно вийшла збірка «Сяйво благословенне» (К., 1988, упорядник Я. Гевко). Понад 200 віршів — у рукописах.
Окремі поезії опубліковані в журналі «Тернопіль» у додатку «Тернопільщина літературна» (1991. — Вип. 1). Про Алича на Тернопільському обласному телебаченні знято документальний фільм «Небо любові» (1996; сценарій І. Дем'янової, режисер Т. Кармазин).

## Вірші
- Зорепад: вірші / С. Алич // Вільне життя. — 1981. — 27 груд. — С. 3.
- Твори зі мною, земле: вірші / С. Алич // Жовтень. — 1985. — С. 8—9.
- Зрілість; Рояль; Мета; Молитва Івана Вишенського: вірші / С. Алич-Мокрій // Тернопіль: Тернопільщина літературна. — Тернопіль, 1991. — Дод. 2. — С. 83.
- Журавлі з Тернового полі: батькові моєму присвячую: вірші / С. Алич-Мокрій // Тернопіль. — 1994. — № 5—6. — С. 9.
- Ріка; Прийде день; Біля пам'ятника Степанові Будному… / С. Алич // Тернопілля'96: регіональний річник. — Тернопіль, 1996. — С. 479—482.
- «Весь вік — змагання з крутизною…»: вірші / С. Алич-Мокрій // Слово. — 1999. — № 1. – С. 89—90.
- Розп'ятий промінням / С. Алич. — Тернопіль: Лілея, 2011. — 184 с.